# Eleição municipal de São Pedro da Aldeia em 2004
A eleição municipal da cidade brasileira de São Pedro da Aldeia em 2004 ocorreu no dia 03 de outubro de 2004, como parte do conjunto de eleições municipais no Brasil que ocorreram no mesmo ano. Na ocasião, foram eleitos um prefeito, vice-prefeito e 10 vereadores para a Câmara Municipal da cidade.
A campanha eleitoral contou com a participação de 3 candidatos a prefeito. O prefeito em exercício, Paulo Lobo, eleito em 2000 pelo PSB, coreu a reeleição. O primeiro turno foi realizado em 03 de outubro de 2004. Lobo, candidato pelo PMDB, foi eleito com 21.429 votos (54,71% dos votos válidos), seguido de Carlindo Filho, do PTB, que obteve 16.176 votos (41,03%).
Na Câmara dos Vereadores, 167 candidatos concorreram ao pleito e 10 foram eleitos. O PTdoB foi o partido que conquistou o maior número de assentos, com 3 eleitos. Kaká foi o candidato mais votado, recebendo 1.531 votos (4,01% dos votos válidos). Os candidatos eleitos tomaram posse na Prefeitura de São Pedro da Aldeia em 1 de janeiro de 2005 para exercerem um mandato de quatro anos.

## Candidaturas para a prefeitura
| Nº      | Prefeito(a)  | Prefeito(a)    | Prefeito(a) | Prefeito(a)                   | Vice-prefeito(a) | Vice-prefeito(a) | Vice-prefeito(a)     | Vice-prefeito(a) | Vice-prefeito(a)                                                            | Coligação                                                                     |
| Nº      | Candidato(a) | Candidato(a)   | Partido     | Cargos relevantes             | Candidato(a)     | Candidato(a)     | Candidato(a)         | Partido          | Cargos relevantes                                                           | Coligação                                                                     |
| ------- | ------------ | -------------- | ----------- | ----------------------------- | ---------------- | ---------------- | -------------------- | ---------------- | --------------------------------------------------------------------------- | ----------------------------------------------------------------------------- |
| 14      |              | Carlindo Filho | PTB         | - Contador                    |                  |                  | Marcello Correa      | PV               | - Comerciante                                                               | Força e União São Pedro 2004 PTB PV PRP PSDB PSDC PP PPS PRTB PTC PRONA PTdoB |
| 15      |              | Paulo Lobo     | PMDB        | - Comerciante                 |                  |                  | Edmilson Bittencourt | PFL              | - Técnico em Contabilidade, Estatística, Economia Doméstica e Administração | Todos Por São Pedro PDT PT PMDB PSL PSC PL PFL PAN PHS PMN PSB PCdoB          |
| 19      |              | Sandra de Badu | PTN         | - Servidora Pública Municipal |                  |                  | Sandrinha            | PTN              | - Servidora Público Municipal                                               | Sem coligação                                                                 |
| Fontes: |              |                |             |                               |                  |                  |                      |                  |                                                                             |                                                                               |

## Candidatos à vereança
| Coligação                                                | Partido | Partido | Candidaturas |
| -------------------------------------------------------- | ------- | ------- | ------------ |
| Amigos de São Pedro (20 candidatos)                      |         | PFL     | 13           |
| Amigos de São Pedro (20 candidatos)                      |         | PMN     | 7            |
| Frente Popular Socialista (20 candidatos)                |         | PT      | 8            |
| Frente Popular Socialista (20 candidatos)                |         | PHS     | 5            |
| Frente Popular Socialista (20 candidatos)                |         | PSB     | 5            |
| Frente Popular Socialista (20 candidatos)                |         | PCdoB   | 2            |
| São Pedro Século XXI (20 candidatos)                     |         | PPS     | 7            |
| São Pedro Século XXI (20 candidatos)                     |         | PP      | 6            |
| São Pedro Século XXI (20 candidatos)                     |         | PTC     | 5            |
| São Pedro Século XXI (20 candidatos)                     |         | PRTB    | 2            |
| Municipal Cristã (18 candidatos)                         |         | PSC     | 8            |
| Municipal Cristã (18 candidatos)                         |         | PL      | 8            |
| Municipal Cristã (18 candidatos)                         |         | PAN     | 2            |
| Frente Progressista Social (18 candidatos)               |         | PRP     | 11           |
| Frente Progressista Social (18 candidatos)               |         | PSDB    | 7            |
| PMDB–PDT (18 candidatos)                                 |         | PDT     | 10           |
| PMDB–PDT (18 candidatos)                                 |         | PMDB    | 8            |
| União Trabalhista de Reedificação Social (18 candidatos) |         | PTdoB   | 13           |
| União Trabalhista de Reedificação Social (18 candidatos) |         | PRONA   | 5            |
| Trabalho de Verdade 2004 (17 candidatos)                 |         | PTB     | 12           |
| Trabalho de Verdade 2004 (17 candidatos)                 |         | PV      | 5            |
| Sem coligação                                            |         | PTN     | 13           |
| Sem coligação                                            |         | PSL     | 4            |
| Sem coligação                                            |         | PSDC    | 1            |
| Fontes:                                                  |         |         |              |

## Resultados da eleição

### Prefeito
| Candidato(a) a prefeito  | Candidato(a) a prefeito  | Candidato(a) a vice-prefeito | Primeiro turno 03 de outubro de 2004 | Primeiro turno 03 de outubro de 2004 |
| Candidato(a) a prefeito  | Candidato(a) a prefeito  | Candidato(a) a vice-prefeito | Total                                | Percentagem                          |
| ------------------------ | ------------------------ | ---------------------------- | ------------------------------------ | ------------------------------------ |
|                          | Paulo Lobo (PMDB)        | Edmilson Bittencourt (PFL)   | 21.429                               | 54,71%                               |
|                          | Carlindo Filho (PTB)     | Marcello Correa (PV)         | 16.176                               | 41,03%                               |
|                          | Sandra de Badu (PTN)     | Sandrinha (PTN)              | 1.565                                | 4%                                   |
| Total de votos válidos   | Total de votos válidos   | Total de votos válidos       | 39.170                               | 39.170                               |
| Votos apurados           |                          |                              |                                      |                                      |
| Votos válidos            | Votos válidos            | Votos válidos                | 39.170                               | 94,2%                                |
| Votos em branco          | Votos em branco          | Votos em branco              | 542                                  | 1,3%                                 |
| Votos nulos              | Votos nulos              | Votos nulos                  | 1.869                                | 4,49%                                |
| Total de votos apurados  | Total de votos apurados  | Total de votos apurados      | 41.581                               | 41.581                               |
| Eleitores                |                          |                              |                                      |                                      |
| Comparecimentos          | Comparecimentos          | Comparecimentos              | 41.581                               | 85,49%                               |
| Abstenções               | Abstenções               | Abstenções                   | 7.056                                | 14,51%                               |
| Total de eleitores aptos | Total de eleitores aptos | Total de eleitores aptos     | 48.637                               | 48.637                               |
| Total de seções: 148     |                          |                              |                                      |                                      |
| Fontes:                  |                          |                              |                                      |                                      |

### Composição da Câmara Municipal
|                          |                          |                 |                 |          |    |
| Nº                       | Partido                  | Votos populares | Votos populares | Assentos | ±  |
| Nº                       | Partido                  | Votos           | %               | Assentos | ±  |
| 70                       | PTdoB                    | 7.134           | 17,68%          | 3        | 3  |
| 20                       | PSC                      | 3.358           | 8,32%           | 2        | 2  |
| 14                       | PTB                      | 4.765           | 11,81%          | 1        | 1  |
| 15                       | PMDB                     | 3.812           | 9,45%           | 1        | 1  |
| 12                       | PDT                      | 2.379           | 5,9%            | 1        | 1  |
| 40                       | PSB                      | 1.900           | 4,71%           | 1        | 1  |
| 43                       | PV                       | 1.320           | 3,27%           | 1        | 1  |
| 25                       | PFL                      | 2.883           | 7,15%           | 0        | -  |
| 44                       | PRP                      | 2.254           | 5,59%           | 0        | -  |
| 22                       | PL                       | 2.157           | 5,35%           | 0        | -  |
| 13                       | PT                       | 1.679           | 4,16%           | 0        | -  |
| 45                       | PSDB                     | 1.453           | 3,6%            | 0        | -  |
| 31                       | PHS                      | 1.259           | 3,12%           | 0        | -  |
| 33                       | PMN                      | 1.046           | 2,59%           | 0        | -  |
| 56                       | PRONA                    | 675             | 1,67%           | 0        | -  |
| 36                       | PTC                      | 612             | 1,52%           | 0        | -  |
| 19                       | PTN                      | 533             | 1,32%           | 0        | -  |
| 11                       | PP                       | 287             | 0,71%           | 0        | -  |
| 28                       | PRTB                     | 260             | 0,64%           | 0        | -  |
| 23                       | PPS                      | 192             | 0,48%           | 0        | -  |
| 26                       | PAN                      | 177             | 0,44%           | 0        | -  |
| 65                       | PCdoB                    | 126             | 0,31%           | 0        | -  |
| 17                       | PSL                      | 64              | 0,16%           | 0        | -  |
| 27                       | PSDC                     | 18              | 0,04%           | 0        | -  |
| Total de votos válidos   | Total de votos válidos   | 40.343          | 40.343          | 10       | 10 |
| Votos apurados           |                          |                 |                 | 10       | 10 |
| Total de votos válidos   | Total de votos válidos   | 40.343          | 97,02%          | 10       | 10 |
| Votos em branco          | Votos em branco          | 556             | 1,34%           | 10       | 10 |
| Votos nulos              | Votos nulos              | 682             | 1,64%           | 10       | 10 |
| Total de votos apurados  | Total de votos apurados  | 41.581          | 41.581          | 10       | 10 |
| Eleitores                |                          |                 |                 | 10       | 10 |
| Comparecimentos          | Comparecimentos          | 41.581          | 85,49%          | 10       | 10 |
| Abstenções               | Abstenções               | 7.056           | 14,51%          | 10       | 10 |
| Total de eleitores aptos | Total de eleitores aptos | 48.637          | 48.637          | 10       | 10 |
| Fontes:                  |                          |                 |                 |          |    |

### Vereadores eleitos
| Candidato(a) | Candidato(a)        | Partido | Votos | Votos       | Cidade de origem    | Unidade federativa/País |
| Candidato(a) | Candidato(a)        | Partido | Total | Percentagem | Cidade de origem    | Unidade federativa/País |
| ------------ | ------------------- | ------- | ----- | ----------- | ------------------- | ----------------------- |
|              | Kaká                | PTdoB   | 1.531 | 4,01%       | São Pedro da Aldeia | Rio de Janeiro          |
|              | Chumbinho           | PTdoB   | 1.188 | 3,11%       | São Pedro da Aldeia | Rio de Janeiro          |
|              | Assis               | PV      | 983   | 2,57%       | Olinda              | Pernambuco              |
|              | Ronivaldo           | PSC     | 919   | 2,41%       | São Pedro da Aldeia | Rio de Janeiro          |
|              | Gilson Santos       | PTB     | 868   | 2,27%       | São Pedro da Aldeia | Rio de Janeiro          |
|              | Mica                | PSC     | 819   | 2,14%       | São Pedro da Aldeia | Rio de Janeiro          |
|              | Marquinho da Trecus | PSB     | 792   | 2,07%       | Fortaleza           | Ceará                   |
|              | Nicácio             | PTdoB   | 784   | 2,05%       | São Pedro da Aldeia | Rio de Janeiro          |
|              | Otávio Rascão       | PDT     | 678   | 1,78%       | São Pedro da Aldeia | Rio de Janeiro          |
|              | Kikinho             | PMDB    | 563   | 1,47%       | São Pedro da Aldeia | Rio de Janeiro          |
| Fontes:      |                     |         |       |             |                     |                         |